# Gruppo di NGC 1519
Il Gruppo di NGC 1519 è un gruppo di galassie situato prospetticamente nella costellazione di Eridano alla distanza di 84 milioni di anni luce dalla Terra.
Il gruppo è costituito da sei galassie, prende il nome dalla galassia a spirale barrata NGC 1519 ed è uno dei gruppi che compongono il Muro della Fornace (o Southern Supercluster). 

## Principali galassie del gruppo
| Nome      | Tipo    | R.A.        | DEC        | Distanza M di a.l. | Redshift (z) | Nomi alternativi                    | Immagine |
| --------- | ------- | ----------- | ---------- | ------------------ | ------------ | ----------------------------------- | -------- |
| NGC 1519  | SB(r)b  | 04h08m07.6s | -17°11'34" | 78                 | 0,006114     | ESO 550-9, MGC-03-11-013, PGC 14514 |          |
| UGCA 87   | SB(s)m  | 04h05m59.9s | -17°46'28" | 80                 | 0,006281     | ESO 550-5, MCG-03-11-011, PGC 14458 |          |
| UGCA 88   | SB(s)dm | 04h07m13.0s | -17°12'14" | 88                 | 0,006191     | MCG-3-11-12, PGC 14487              |          |
| PGC 14377 | IB(s)m  | 04h03m34.0s | -17°11'51" | 80                 | 0,006304     | SGC 0401.3-1720                     |          |